# Airbus Defence and Space
Airbus Defence and Space là một bộ phận của Airbus chịu trách nhiệm về các sản phẩm và dịch vụ quốc phòng và hàng không vũ trụ. Bộ phận này được thành lập vào tháng 1 năm 2014 trong quá trình tái cấu trúc doanh nghiệp của Không gian và Phòng không Hàng không Châu Âu (EADS), và bao gồm các khối Airbus Military, Astrium, and Cassidian cũ. Đây là công ty vũ trụ lớn thứ hai thế giới sau Boeing và là một trong mười công ty quốc phòng hàng đầu thế giới.